# Drimia haworthioides
Drimia haworthioides är en sparrisväxtart som beskrevs av John Gilbert Baker. Drimia haworthioides ingår i släktet Drimia och familjen sparrisväxter. Inga underarter finns listade i Catalogue of Life.